# Universidad Incca de Colombia
La Universidad INCCA de Colombia (UNINCCA, sigla de Instituto Colombiano de Ciencias Administrativas) es una universidad privada, reconocida por el Estado desde 1970, sujeta a inspección y vigilancia por medio de la Ley 1740 de 2014 y la ley 30 de 1992  del Ministerio de Educación de Colombia. Su sede principal se encuentra en Bogotá, Colombia.
Está constituida desde su origen como Fundación autónoma de derecho privado, de utilidad común, sin ánimo de lucro, con su personería jurídica otorgada en 1963.

## Historia
La Universidad Incca de Colombia fue fundada el 15 de julio de 1955 por Jaime Quijano Caballero y aprobada por decreto ejecutivo el 6 de mayo de 1970. 

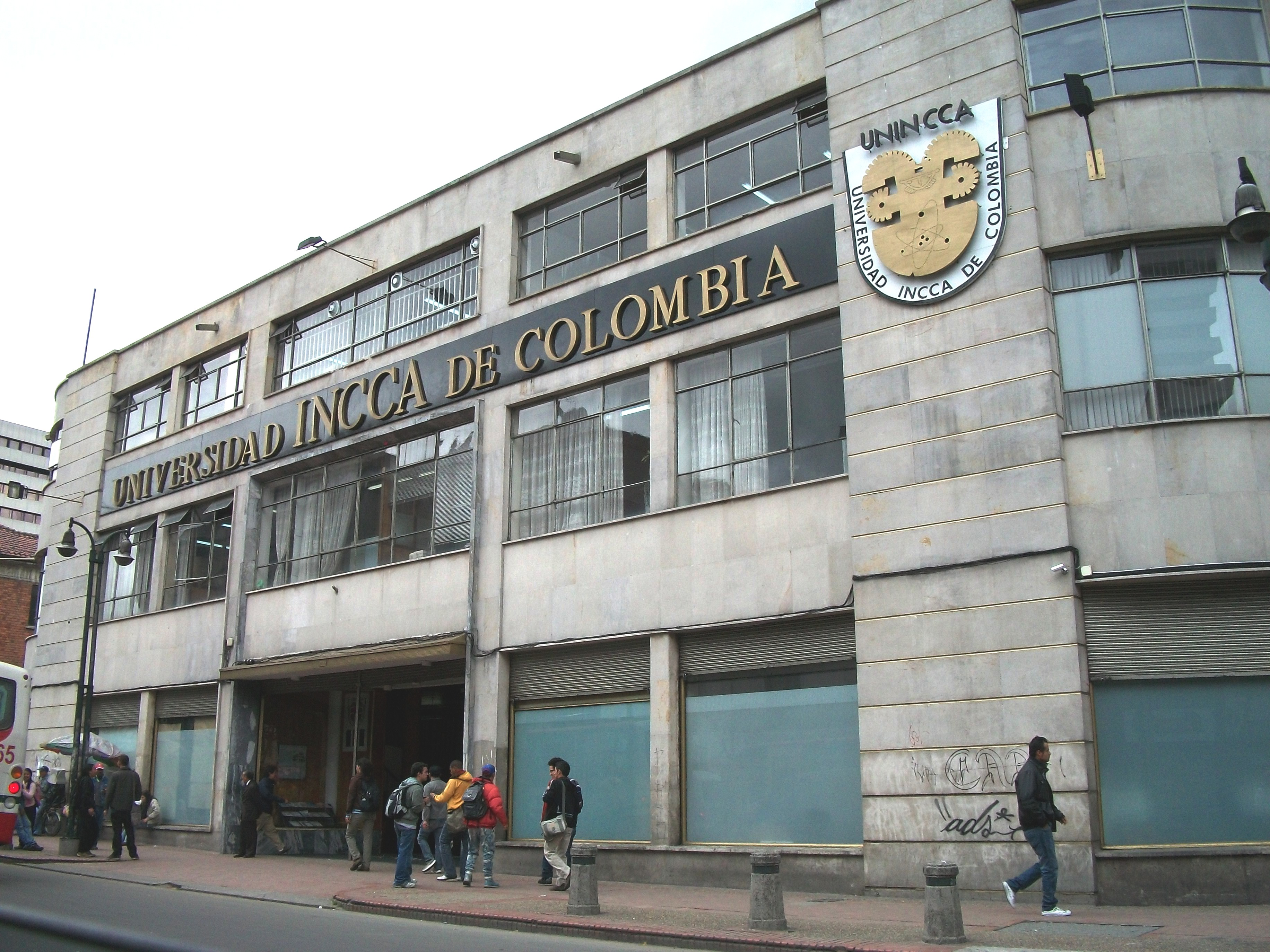
Sede principal sobre la carrera trece en Bogotá.

En 1970, al recibir el reconocimiento como universidad y la autorización para iniciar carreras profesionales, la Incca estableció en los programas académicos la enseñanza del materialismo científico para la formación básica, y también introdujo la cátedra Problemas Colombianos en todas las carreras, iniciando el estudio de la relación entre las ciencias particulares y la filosofía.
En 1991, tras la muerte de Quijano Caballero, se impulsaron nuevos programas en la docencia, la investigación y la extensión universitaria.

## Sedes
Sede Central: Carrera 13 n.º 24-15
XXX Aniversario: Calle 24 A n.º 13-48
Sede IV, V, VI, VII,VII, IIX, XIII: Carrera 13 n.º 23-53/65
Enrique Conti Bautista: Calle 24 A n.º 13-66
Sede XV, XXII: Carrera 13 n.º 23-81
Sede Invernadero: Carrera 13 A n.º 23-40
Sede consultorio médico - Cepap:  Calle 24 n.º 13-82
Sede de Biología: Carrera 13 n.º 23-28
Planta de alimentos y taller de metalmecánica: Carrera  41 A n.º 6-53
Colegio Jaime Quijano:  Transversal 78 B n.º 40c - 41 Sur

## Unidades académicas
Actualmente, la universidad cuenta con los siguientes programas académicos:
- Pregrados
  - Administración de Empresas,
  - Biología,
  - Cultura Física y Deporte,
  - Derecho,
  - Estadística,
  - Ingeniería de Alimentos,
  - Ingeniería de Sistemas,
  - Ingeniería Electrónica,
  - Ingeniería Industrial,
  - Ingeniería Mecánica,
  - Licenciatura en Educación Infantil,
  - Música,
  - Psicología.

Especializaciones
- Especialización en Gestión de Recurso Hídrico,
- Especialización en Ingeniería de Software,

Maestrías
- Magíster Transformación de Conflictos y Construcción de Paz.